# SIAI-Marchetti SM-1019
Il SIAI-Marchetti SM-1019 è un aereo biposto, monomonomotore turboelica, monoplano ad ala alta a parasole e dotato di caratteristiche STOL, sviluppato dall'azienda aeronautica italiana SIAI-Marchetti negli anni sessanta.
Evoluzione dello statunitense Cessna O-1 Bird Dog e proposto per equipaggiare i reparti aerei dell'Esercito Italiano come aereo da collegamento e di supporto alle truppe di terra, venne avviato alla produzione negli anni settanta rimanendo in servizio anche dopo la sua dismissione in ambito militare.

## Storia del progetto
Negli anni sessanta l'Esercito Italiano emise una specifica per la fornitura di un nuovo velivolo con caratteristiche STOL destinato a integrare e gradatamente sostituire in servizio gli statunitensi Cessna O-1 Bird Dog allora in linea come supporto alle truppe di terra come aereo da osservazione, da ricognizione e da collegamento. Alla richiesta risposero due aziende aeronautiche, la SIAI-Marchetti e la Aermacchi, la prima con un progetto basato sul modello Cessna, la seconda sviluppando un precedente progetto Lockheed, l'Aermacchi/Lockheed AL.60 Conestoga, offerto sul mercato dell'aviazione generale e del quale l'azienda di Varese aveva acquisito la licenza di produzione.
L'ufficio tecnico SIAI-Marchetti decise di avviare una riprogettazione del Bird Dog, seguendo principalmente la convinzione che un modello moderno, che doveva conservare nel tempo la sua operatività e offrire migliori prestazioni di quello che doveva andare a sostituire in servizio, dovesse puntare su una nuova motorizzazione, più potente, sostituendo il tradizionale motore a combustione interna con il più efficiente motore a turbina, il che prevedeva anche un generale irrobustimento delle strutture per poter sopportare i più elevati carichi di lavoro, iniziativa al tempo considerata all'avanguardia. Il nuovo modello, indicato dall'azienda come SM.1019, riproponeva l'aspetto generale dell'L-19/O-1 statunitense introducendo tuttavia alcune migliorie tecniche, la più evidente delle quali fu l'adozione del turboelica Allison 250-B14D, in quella versione capace di erogare una potenza pari a 317 shp (236 kW), in luogo del 6 cilindri contrapposti Continental O-470-11 da 213 hp (159 kW). Il nuovo motore era accoppiato ad un'elica tripala metallica a passo variabile dotata di dispositivo di inversione del flusso per agevolare, in combinazione alle ruote del carrello dotate di freni a doppio disco, l'arresto del velivolo dopo l'atterraggio. Altre differenze con il modello da cui derivava furono, un diverso impennaggio, dalle superfici maggiorate, progettato ex novo dall'azienda italiana e caratterizzato principalmente da un elemento verticale dal maggior sviluppo in altezza, e una nuova cabina di pilotaggio, la quale, pur mantenendo l'architettura interna a due posti in tandem, fu ingrandita, aggiungendo una sezione dietro la postazione posteriore, che poteva essere utilizzata come piccolo scompartimento bagagli, e una porta laterale aggiuntiva per agevolare l'accesso ai due elementi dell'equipaggio. La finestratura divenne più ampia, aumentando il campo visivo generale, agevolando così i compiti dell'osservatore.
Il prototipo volò per la prima volta il 24 maggio 1969 e nelle valutazioni comparative risultò vincitore aggiudicandosi una fornitura di 80 esemplari.

## Impiego operativo
Gli SM-1019 entrarono in servizio nel 1975 affiancando e sostituendo progressivamente i Cessna L-19 Bird Dog e i Piper L-21B nei Reparti Aviazione Leggera (RAL) dell'esercito dall'estate 1976.

## Versioni
SM-1019
prototipo motorizzato con il turboelica Allison 250-B15C da 317 shp (236 kW), realizzato in un esemplare.
SM-1019A
versione di produzione in serie, equipaggiata con un motore turboelica Allison 250-B15G da 400 shp (298 kW) depotenziato a 317 hp (236 kW), ridesignato SM-1019EI dall'Esercito Italiano, prodotto in 81 esemplari.
SM-1019B
variante equipaggiata con il più potente Allison 250-B17B da 400 shp (298 kW), prodotta in 4 esemplari

## Esemplari attualmente esistenti
Agli anni duemiladieci, alcuni degli esemplari giunti alla fine del loro impiego operativo in ambito militare, dismessi dall'Esercito Italiano sono stati immessi nel mercato dell'aviazione generale ed acquistati da privati. Almeno due di questi sono impiegati dai nuovi proprietari come warbird: il numero seriale 009, reimmatricolato VH-PAC in Australia e in condizioni di volo, così come il seriale 012, reimmatricolato N992BB e utilizzato negli Stati Uniti d'America durante le manifestazioni aeree (ha partecipato all'AirVenture 2015)
Un altro esemplare è stato visto dall'autore di questa annotazione in Islanda, vicino al paese di Reykjahliđ, purtroppo non si è potuto rilevare il numero seriale.
Tra quelli esposti in mostra statica presso strutture museali si citano:
- SM-1019ª esposto al Museo Parco Velivoli Storici, San Possidonio, in provincia di Modena.
- SM-1019ª esposto al Museo Storico della Motorizzazione Militare, Roma.

## Utilizzatori
Italia
- Aviazione Leggera dell'Esercito

### Annotazioni
1. ↑  All'epoca le convenzioni di designazione in Italia privilegiavano le sigle puntate. In seguito venne adottata la definitiva designazione SM-1019.

### Fonti
1. ↑  Taylor 1976, pp. 117-118.
2. ↑  Warbirds, April 2002, p. 14.
3. ↑   La nostra storia, in A.N.A.E. Associazione Nazionale Aviazione Esercito, http://www.anae.it/index.html, 18 ago 2009. URL consultato l'8 febbraio 2010 (archiviato dall'url originale il 5 dicembre 2014).
4. ↑  IAI SM.1019 in Уголок неба.
5. ↑  Flight Aware.
6. ↑  Aviation DB.

### Riviste
- (EN) Italian Observation: Siai-Marchetti SM.1019 (PDF), in Warbirds, Oshkosh, Wisconsin, EAA, April 2002. URL consultato il 16 gennaio 2016 (archiviato dall'url originale il 15 giugno 2016).